# Robotnicy wezwani o jedenastej
Robotnicy wezwani o jedenastej – pierwszy tom cyklu Teodora Parnickiego Nowa baśń wydany w 1962 roku.

## Okoliczności powstania
W sierpniu 1958 Parnicki odłożył pracę nad Kołami na piasku, Słowem i ciałem i Opowieścią bizantyńską, by zabrać się do pisania Nowej baśni. Nosił się z zamiarem jej napisania od dość dawna i długo się do tego przygotowywał. Miała to być formalnie kontynuacja Srebrnych orłów. Najambitniejsza, najtrudniejsza i najbardziej ryzykowna z jego książek. Nadał je tytuł Nowa baśń, bo choć oparta została ściśle na historii, obawiał się, że jej wątku żaden czytelnik nie przyjmie bez buntu, o ile nie założy, że ma przed sobą baśń, ujętą w formę powieści psychologiczno-historycznej. W powieści miały być ze sobą powiązane XI-wieczna Polska z Bizancjum i Meksykiem Tolteków. Za ogniwo łączące tak odległe światy mieli posłużyć Wikingowie, żyjący między Rusią Nowogrodzko-Kijowską i Bizancjum z jednej strony, a Grenlandią i Ameryką Północną z drugiej. Centralną postacią powieści Parnicki zamierzał uczynić nieistniejącego, choć bardzo prawdopodobnego bastarda, syna Predsławy, córki Włodzimierza Wielkiego z Bolesławem Chrobrym, który ją pohańbił po zdobyciu Kijowa w 1018. Poprzez liczne podróże, staje się on owym tajemniczym Europejczykiem, który według wielu historyków, miał dotrzeć do Meksyku i stać się jednym z wcieleń boga Tolteków, Quetzalcoatla.
Zabrawszy się do pracy w drugiej połowie 1958, spodziewał się ją ukończyć w połowie roku następnego. W 1959 pisał ją jednak nadal wraz z Kołami na piasku. Początek 1960 poświęcił na pisanie pierwszego tomu Twarzy księżyca. W kwietniu 1960 spodziewał się ją ukończyć do sierpnia. Jednocześnie rozważał napisanie dwóch części tej powieści. W lipcu zdawał sobie już sprawę, że nie ukończy pierwszego tomu przed lutym następnego roku. 5 lipca podpisał umowę z PIW-em na wydanie powieści. W grudniu wydawnictwo podpisało z nim umowę na cztery tomy. Pierwszy ukazał się ostatecznie w styczniu 1962. Jego powodzenie było tak duże, że w sierpniu z 10-tysięcznego nakładu zostało 230 egzemplarzy.
Tytuł powieści stanowi nawiązanie do Starej baśni Józefa Ignacego Kraszewskiego, podtytuł został zaczerpnięty z przypowieści ewangelicznej o robotnikach w winnicy.

## Charakterystyka ogólna
Kończąc Srebrne orły Parnicki zapowiadał kontynuację powieści w czasach Bolesława Śmiałego i biskupa Stanisława. Pierwszy tom Nowej baśni rozgrywa się w tych czasach i choć otwiera go wielka rozmowa Aarona, biskupa krakowskiego, będącego głównym bohaterem wcześniejszej książki, nie jest zapowiadaną kontynuacją, lecz początkiem potężnego cyklu sięgającego XX wieku i ogarniającego pisane równolegle z nim powieści. Pierwszy tom oszałamia przestrzenną rozległością pokazanego świata i bujnością wyobrażeń, pojęć i wątków mitycznych legendowych, baśniowych i historycznych zamieszczonych w najszczuplejszej objętościowo książce Parnickiego.
Nocna rozmowa umierającego biskupa Aarona z jego późniejszym następcą, Stanisławem wprowadza od razu czytelnika w plątaninę pasjonujących zagadek, łatwiejszych jednak do śledzenia niż perypetie bohaterów poprzedniej książki Parnickiego, drugiego tomu Twarzy księżyca. Fabuła nie jest tak karkołomna, a zdarzenia odwołują się do bliższych czytelnikowi realiów historycznych. Na pozornie swojskim tle tym wyraźniej rysuje się niezwykłość hipotez Stanisława.
W powieści tej Parnicki rezygnuje z wątków detektywistycznych i z fantastyki naukowej. Jedynym śladem tej ostatniej jest tajemniczy napój, który Stanisław podaje u końca życia Aaronowi. Napój ten początkowo wzmacnia umierającego starca, lecz w miarę upływu czasu osłabia jego wolę. Zdumiony Aaron czuje się zmuszony mówić o sprawach, które wolałby ukryć. W skali powieści jest to sprawa marginalna, jednak charakterystyczna dla późniejszych wątków dystopijnych w twórczości pisarza, ukazujących wynalazki techniki, chemii i medycyny służące zniewoleniu człowieka.

## Baśniowość
W Robotnikach wezwanych o jedenastej Parnicki wprowadza nową poetykę, której częściowo próbował już wcześniej w Końcu «Zgody Narodów» i w pierwszym tomie Twarzy księżyca. Jest to poetyka baśni czarodziejskiej, opowieści mitycznej o bogach i bohaterach. Różnorodność i barwność obrazu uzyskuje pisarz splatając wątki mitów różnych kultur. W Twarzy księżyca pojawiali się Prometeusz, Ormuzd i Aryman, Chrystus i Zaratustra. W Robotnikach Aaron i Stanisław rozmawiają o bohaterach legend irlandzkich i celtyckich, sag islandzkich, staroruskich bylin i opowieści o królu Arturze. Postaci historyczne przeplatają się z legendarnymi, sen miesza się z jawą, świat żywych ze światem umarłych.
Godna uwagi jest postawa bohaterów Parnickiego wobec opowiadanych mitów. Pasjonują się oni ich wyjaśnianiem. Chozroes w Twarzy księżyca uważa, że wierzenia na temat podziemnego Ognia Przedwiecznego są zniekształconym przekazem o tym, że Ziemia jest wystygłym fragmentem Słońca. Dla Stanisława legendy celtyckie to mowa prostaków wyobraźni, iryjskich czy kambryjskich, chętna do opowiadania baśni, co w niedorzeczność przeistacza się, on sam wykłada je zgodnie z wymaganiami rozsądku, nie zaś wyobraźni nieodpowiedzialnej.
Parnicki zachowuje pierwotną złożoność przytaczanych opowieści, a nawet wzbogaca je, ponieważ ich racjonalizacja polega na konfrontowaniu ze sobą kilku wersji. Jednocześnie bohaterowie powieści, z taką swobodą interpretujący wierzenia i mity i mechanizm ich powstawania, sami są poddawani władzy dziedzictwa rodu i wiedzy, które uzyskują nad nimi taką władzę, jaką ma mit nad wierzącymi weń.
Wydarzenia baśniowe, czarodziejskie przedstawiane są jako przedmiot czyjejś świadomości lub wiary. Gdy zachodzą obiektywnie w świecie powieściowym najczęściej okazują się sztuczką techniczną, dziełem geniuszu lub zręczności. Rzadziej autor decyduje się, by ujawnić ich całkowitą literackość, niezależność wymyślonego świata od empirycznego.

## Robotnicy jedenastej godziny
Podtytuł powieści odsyła do przypowieści o panu winnicy, który wzywał robotników do pracy o kolejnych godzinach dnia, a przy wypłacie zrównał wszystkich, tak że ci którzy zostali wezwani pod koniec dnia, o jedenastej dostali tak samo po denarze, jak ci którzy pracowali od rana. W powieści tymi robotnikami są wszyscy nowo ochrzczeni, niechętnie przyjmowani przez chrześcijan z dziada pradziada. Dla tych ostatnich chrześcijaństwo jest rodzajem szlachectwa, odziedziczonego po przodkach. Traktują nowych jak intruzów, dzieci z nieprawego łoża, żądające udziału w dziedzictwie rodziców. Parnicki uważa przypowieść za chrześcijańską koncepcję postępu, która głosi równowartość wszystkich kultur, niezależnie od tego, kiedy zostały odkryte przez zachodnią cywilizację i jak bardzo wydają się dziwne i obce. Z perspektywy Rzymu, nowi są nawet Słowianie, nie mówiąc o Toltekach czy Cziczimekach.
W perspektywie indywidualnej przypowieść odnosi się do sytuacji mieszańca. Wezwany o jedenastej jest kimś obcym i nowym, pozbawionym przywileju uczestnictwa we wspólnym dziedzictwie. Jest wykorzeniony ze stabilnej społeczności, mającej swoją tradycje i wspólną przeszłość.

## Wyprawa do kraju Tolteków

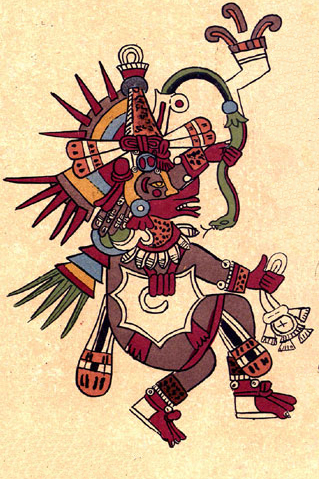
Quetzalcoatl.

Umierający Aaron każe czytać przypowieść Stanisławowi i Islandczykowi Gnuppowi, który niebawem stanie się ojcem Eryka, przyszłego zabójcy Stanisława biskupa. Duch Aarona wciela się w Stanisława. Z kolei Eryk, zabijając Stanisława, przejmuje duchy ich obu. Głosy obydwu zmarłych rozmawiają z nim i dręczą go. Eryk zostaje biskupem na Grenlandii i wyrusza w podróż za ocean ze swoimi dwoma więźniami. Dla wszystkich trzech podróż stanowi ogromne wyzwanie, ryzyko i pokusę jednocześnie. Może się bowiem okazać, że na półkuli zachodniej dokonało się odrębne wcielenie i że Bóg, jak przed tysiącem lat objawił się w Jezusie z Nazaretu, tak następnie wcielił się pomiędzy Toltekami w Węża Pierzastego, i że w Tollanie zbrodnia zamordowania biskupa chrześcijańskiego nie jest grzechem cięższym od innych. A udręczony poczuciem winy Eryk, może odpocząć.
Ryzyko wyprawy muszą też podjąć Aaron i Stanisław. Kościół Chrystusowy, uniwersalny i ponadplemienny przewodzi maluczkim, skrzywdzonym, bękartom w walce przeciw wielmożom, strzegącym czystości plemiennej prawym dziedzicom. Nie można dopuścić, by wiedza o kraju Tolteków stała się ich udziałem.
W historię podróży Eryka zostaje wpleciona legenda o świętym Graalu, kielichu, z którego pił Jezus podczas Ostatniej Wieczerzy. Graal zostaje utożsamiony z czarodziejskim kotłem Pwyla czy Peredura posiadającym cudowną moc. W tym kotle czy kielichu następuje połączenie się człowieka z Bogiem w nadziei zdobycia nieśmiertelności. Eryk wzięty pod koniec wyprawy do niewoli widzi zamiast świętego Graala kocioł, w którym gotują się zwłoki ludzkiej ofiary, przeznaczone do rytualnego ludożerstwa. Taka jest Eucharystia w skalistej, nieurodzajnej Przeciwziemi, która nie zna uprawy zboża, ani pielęgnowania winnic. Powieść kończy pełen grozy sen pomieszany z jeszcze okrutniejszą rzeczywistością. Eryk bękart zdradził swój obóz i stanął po stronie wielmożów. Z lęku przed potworną śmiercią zgadza się odpokutować swoją zdradę i przyjąć testament Aarona: posłanie Kościoła ubogich do mieszkańców nowego lądu.